# Samson Breuer
Samson Breuer (* 22. April 1891 in Frankfurt am Main; † 9. Mai 1974 in Jerusalem) war ein deutschstämmiger israelischer Mathematiker.

## Leben
Samson Breuer, Sohn des orthodoxen Rabbiners Salomon Breuer und von Sophie Hirsch, besuchte die von seinem Vater gegründete Breuersche Jeschiwa sowie die Oberrealschule in Frankfurt am Main. Nach dem Abitur studierte er ab 1909 an der Akademie für Sozial- und Handelswissenschaften, ab 1910 an den Universitäten Gießen, Heidelberg, Straßburg, Frankfurt am Main und Göttingen, bevor er 1915 in Frankfurt bei Arthur Schoenflies promoviert wurde (Über die irreduziblen auflösbaren trinomischen Gleichungen fünften Grades).
Nach der Teilnahme von 1915 bis 1918 als Kriegsfreiwilliger im Ersten Weltkrieg und Habilitation (Beiträge zum Abelschen Gleichungsproblem, 1921) wurde Breuer 1921 eine Privatdozentur, 1925 eine außerordentliche Professor für Mathematik an der TH Karlsruhe übertragen. 1928 bis 1933 war er außerdem Dozent für Versicherungsmathematik an der Universität Frankfurt. Nach seiner Entlassung durch die Nationalsozialisten emigrierte er 1933 nach Palästina.
Dort war er von 1934 bis 1945 für eine Versicherung tätig, hatte von 1949 bis 1954 die Leitung der Versicherungsabteilung des israelischen Finanzministeriums inne und war von 1954 bis 1966 als Hauptaktuar des Nationalen Versicherungsinstituts in Jerusalem eingesetzt.
Samson Breuer verfasste Beiträge unter anderem über auflösbare Gleichungen, die Gruppentheorie sowie Aktuarfragen im Versicherungswesen.

## Schriften
- Über die irreduktiblen auflösbaren trinomischen Gleichungen fünften Grades, Dissertation, Noske, 1918, online
- Beiträge zum Abelschen Gleichungsproblem, Springer, 1921 (Habilitationsschrift). Auszug: Das Abelsche Gleichungsproblem bei Euler, Jahresbericht der Deutschen Mathematiker-Vereinigung, Band 30, 1921, S. 158–169, online.
- Über die irreduzibelen auflösbaren Gleichungen fünften Grades, in: Festschrift anläßlich des 100jährigen Bestehens der Technischen Hochschule Fridericiana zu Karlsruhe, S. 107–129, C. F. Müller, 1925.
- Einführung in die Technik der Lebensversicherung, 1930
- Der Stieltjes'sche Integralbegriff und seine Verwertung in der Versicherungsmathematik, 1931
- Wahrscheinlichkeit der Trefferzahl und die Versicherung verbundener Leben, 1932